# Pod znakiem Lwa
Pod znakiem Lwa (fr. Le signe du lion) – francuski komediodramat filmowy z 1962 roku w reżyserii Érica Rohmera, nakręcony na podstawie scenariusza napisanego wraz z Paulem Gégauffem. Film wyprodukowała spółka Ajym pod przewodnictwem Claude’a Chabrola. Zdjęcia kręcono w Paryżu.

## Fabuła
Fabuła opowiada o francusko-amerykańskim artyście mieszkającym w Paryżu, który żyje na koszt przyjaciół. Gdy dowiaduje się o spadku po swej amerykańskiej ciotce, wydaje wszystkie oszczędności, wierząc w swój horoskop. Okazuje się jednak, że pieniądze trafiają do dalekiego kuzyna, co rozpoczyna spiralę upadku bohatera.

## Odbiór
Pod znakiem Lwa, debiut fabularny Rohmera realizowany pod wpływem dzieła Jeana Renoira Boudu z wód wyratowany (1932), okazał się zupełną klęską finansową. Rohmer przez kilka lat nie mógł otrzymać dofinansowania kolejnego filmu pełnometrażowego i kręcił wyłącznie w krótkim metrażu. Po latach chwalono jednak dzieło Rohmera i Gégauffa za wiarygodne odwzorowanie kartografii Paryża. Rainer Werner Fassbinder uznawał Pod znakiem Lwa za jedno ze swych źródeł inspiracji.